# Mstyslaw

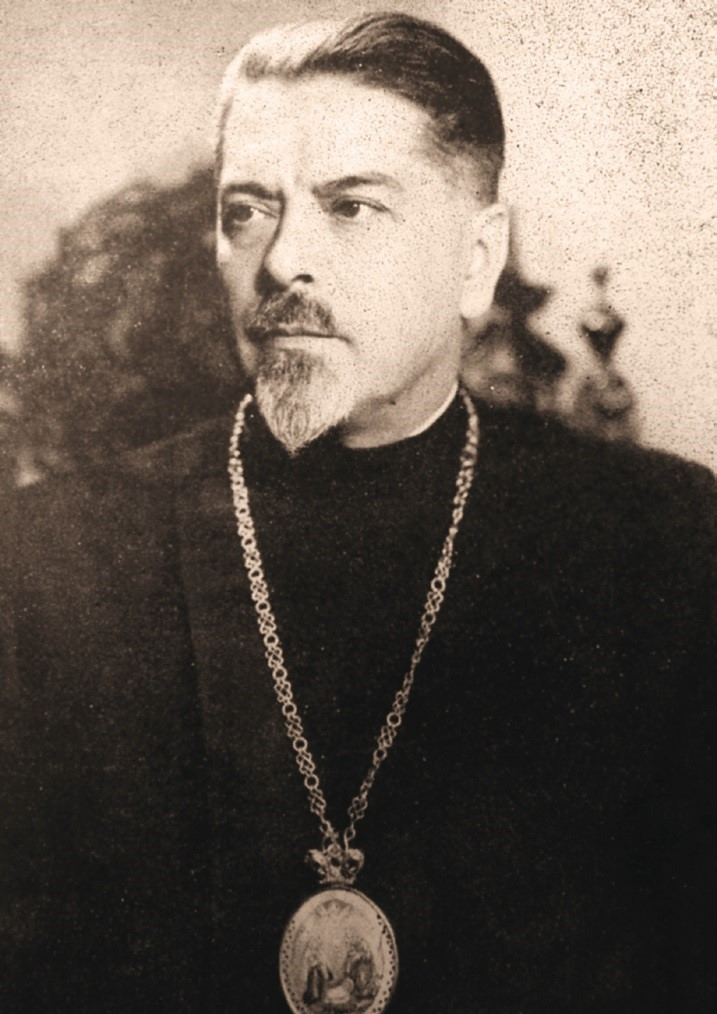
Patriarch Mstyslaw 1948

Patriarch Mstyslaw (ukrainisch Мстислав, Geburtsname Степан Іванович Скрипник Stepan Iwanowytsch Skrypnyk; * 29. Märzjul. / 10. April 1898greg. in Poltawa, Gouvernement Poltawa, Russisches Kaiserreich; † 11. Juni 1993 in Grimsby, Ontario, Kanada) war ein ukrainischer Kirchenführer. Er war „Patriarch von Kiew und der ganzen Ukraine“ der Ukrainischen Autokephalen Orthodoxen Kirche, Primas der Ukrainischen Autokephalen Orthodoxen Kirche in der Diaspora.

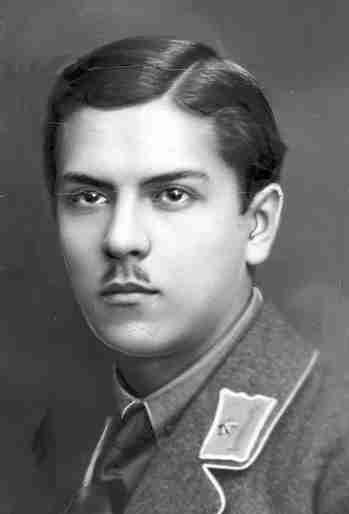
Stepan Skrypnyk 1920

## Leben
Er kam als Stepan Iwanowytsch Skrypnyk in der Stadt Poltawa in der heutigen Ukraine als Sohn einer tief religiösen Familie zur Welt. Sein Vater Iwan war der Nachkomme von Kosaken des Mirgorod-Regiments, ebenso wie seine Mutter Marianna Wassyliwna Petljura, die die Schwester des späteren ukrainischen Staatsmannes Symon Petljura war. Stepan verbrachte seine Kindheit in Poltawa und absolvierte dort das Erste Klassische Gymnasium.
Nach seinem Abitur wurde er Schüler an der Offiziersschule in Orenburg. Nach der Oktoberrevolution 1917 und der daran folgenden Unabhängigkeit der Ukraine trat er als Freiwilliger in die Armee der Ukrainischen Volksrepublik ein und diente zwischen 1917 und 1921, unter anderem 1918 auf der Krim, in einem Kavallerieregiment der ukrainischen Armee. Im Juli 1918 verhafteten ihn die Deutschen gemeinsam mit seinem Onkel Symon Petljura und inhaftierten ihn über vier Monate lang im Kiewer Lukjaniwska-Gefängnis. Nach seiner Befreiung kämpfte er, bis zu einer Verletzung im März 1919, erneut an der Kriegsfront im Krieg gegen Sowjetrussland. Nach einem Lazarettaufenthalt wurde er Adjutant seines Onkels Symon Petljura, dem Obersten Ataman der ukrainischen Armee. Nachdem er 1921 den Dienst in der ukrainischen Armee beendet hatte, wurde er nach Ende des Polnisch-Sowjetischen Kriegs im Internierungslager für Soldaten der Volksrepublik Ukraine bei der polnischen Stadt Kalisz interniert, wo er sich mit Kultur- und Bildungsarbeit befasste. Nach der Entlassung aus dem Lager zog er nach Luzk, wurde jedoch im Herbst 1922 von der polnischen Polizei wegen seiner gesellschaftlicher und Bildungsaktivitäten verhaftet und aus Wolhynien ausgewiesen, woraufhin er 1923 ein Studium an der Graduiertenschule für Politikwissenschaft in Warschau begann, das er 1930 absolvierte. Zeitgleich schloss er 1929 ein Studium an der Freien Universität Warschau ab. Er heiratete Halytschanka Iwanna Witkowyzka und wurde Vater eines Sohnes und zweier Töchter. 1930 wählte man ihn, als Abgeordneten von Wolhynien und Polesien, in den polnischen Sejm, wo er sich für die Rechte der ukrainischen Bevölkerung und die orthodoxe Kirche in Polen einsetzte. Nach dem Einmarsch sowjetischer Truppen in Lemberg starb seine Frau unter ungeklärten Umständen, woraufhin Skrypnyk beschloss ehelos zu bleiben. Er kümmerte sich um seine Kinder und wurde Mönch.
Im Herbst 1941 wurde er zum stellvertretenden Vorsitzenden des Ukrainischen Kirchenrats in Wolhynien gewählt. Im April 1942 wurde er zum Priester geweiht und nahm den Mönchsnamen Mstyslaw an. Am 14. Mai 1942 wurde er in der St.-Andreas-Kirche in Kiew zum Bischof von Perejaslaw der Ukrainischen Autokephalen Orthodoxen Kirche geweiht. Da sich die deutschen Besatzungsbehörden an seiner Tätigkeit und zunehmender Popularität störten, erhielt er am 24. August 1942 ein Aufenthaltsverbot für Kiew, woraufhin er, um eine Verhaftung zu vermeiden, nach Wolhynien ging. Im Oktober 1942 unterzeichnete er in Potschajiw für die Autokephale Orthodoxe Kirche die Fusion mit der Autonomen orthodoxen Kirche der Ukraine.
Unter der deutschen Besatzung war Mstyslaw in Riwne Herausgeber der Zeitschrift Wolyn („Wolhynien“), in der er versuchte, einen politischen Kompromiss mit den deutschen Besatzungsbehörden in der Frage der Wiederherstellung der ukrainischen Staatlichkeit zu erreichen. Daraus resultierend, publizierte er mehrere Artikel, in denen er Nazi-Deutschland und Hitler glorifizierte und das kommunistische Regime der Sowjetunion kritisierte. Mstyslaw spielte hier, als Faktor der Belebung des nationalen Bewusstseins in der ukrainischen Bevölkerung des Reichskommissariats Ukraine, eine besondere Rolle, die wiederum 1942/43 eine wichtige Voraussetzung für den Beginn der Anti-Nazi-Widerstandsbewegung in Wolhynien war. Am 12. Oktober 1942 wurde er in Riwne von der Gestapo festgenommen und in Tschernihiw, Pryluky und schließlich in Kiew inhaftiert. Aufgrund der Bemühungen des Klerus entließ man ihn, mit der Auflage eines Predigtverbots, im April 1943 aus dem Gefängnis. Mit dem Näherrücken der Roten Armee zog er sich zunächst nach Galizien und dann nach Polen zurück, wo er bis zum Frühjahr 1944 blieb. Anschließend emigrierte er, nach Aufenthalten in Österreich und Deutschland, im Herbst 1947 nach Kanada.
Im selben Jahr wurde er zum Primas der ukrainischen griechisch-orthodoxen Kirche mit dem Titel Bischof von Winnipeg und ganz Kanada gewählt.
Seit 1949 leitete er die orthodoxe Kirche in Amerika. In den Vereinigten Staaten förderte er den Bau der St. Andrew Memorial Church in Bowden Brook, New Jersey, bei New York. Zudem wurden in den 1950er weitere geistliche Einrichtung der ukrainisch-Orthodoxen Kirche, darunter ein Museum, eine Bibliothek, ein Archiv ein Verlag mit Druckerei sowie eine Ausbildungsstätte dorthin verlegt und ein Friedhof angelegt.
1971 wurde er in den USA zum Primas der ukrainisch-orthodoxen Kirche für die Länder des Westens gewählt. Am 5. Juni 1990 wählte man ihn zum Patriarchen der ukrainischen autokephalen orthodoxen Kirche in der Ukraine und im Ausland und nach der Gründung der ukrainischen Kirche Kiewer Patriarchats 1992 wurde er deren Patriarch.  Er starb 95-jährig in Grimsby und wurde auf dem St. Andrew-Friedhof in Bound Brook bestattet.
Mstyslaw publizierte zahlreiche Artikel und war Herausgeber verschiedener Zeitschriften und Werksammlungen.

## Ehrungen
Mstyslaw wurde vom Saint Andrew’s College in Winnipeg die Ehrendoktorwürde verliehen. Außerdem wurde er Ehrenmitglied der Shevchenko Scientific Society in den USA.